# Martin Vahl (geograf)
Martin Vahl, född den 15 april 1869 i Århus, död 1946 i Köpenhamn, var en dansk geograf och botaniker.
Han blev 1895 teologie kandidat, studerade därefter geografi och naturvetenskap och blev 1904 filosofie doktor på en avhandling om Madeiras vegetation. 1921 blev han professor i geografi vid Köpenhamns universitet. Vahl gjorde sig särskilt känd som växtgeograf och författare av läroböcker i geografi för skolan. Bland hans skrifter märks De kvartære steper i Mellem-Europa (1902) samt det stora allmänna geografiska verket Jorden og menneskelivet (1922 ff.), som han gav ut tillsammans med Gudmund Hatt.